# Distrito de Galați
El distrito de Galați es un distrito (județ) de Rumania con capital en la ciudad de Galați. Según el censo de 2021, tenía una población de 496 892 habitantes.

## Geografía
El distrito limita con la República de Moldavia al este, con el distrito de Vrancea al oeste, con el distrito de Vaslui al norte y con los distritos de Brăila y Tulcea al sur.
Forma parte de la Región de Desarrollo Sudeste y está ubicado en la región de Moldavia.

## Demografía
| Año  | Población |
| ---- | --------- |
| 1948 | 341 797   |
| 1956 | 396 138   |
| 1966 | 474 279   |
| 1977 | 581 561   |
| 1992 | 641 011   |
| 2002 | 619 556   |
| 2021 | 496 892   |

## Economía
Las industrias predominantes del distrito son:
- Metalurgia.
- Industria alimentaria.
- Industria textil.
- Industria constructora de barcos.

Otro sector económico importante es la pesca.

## Divisiones administrativas
El distrito tiene 2 ciudades con estatus de municipiu, 2 ciudades con estatus de oraș y 61 comunas.

### Ciudades con estatus demunicipiu
- Galați
- Tecuci

### Ciudades con estatus deoraș
- Târgu Bujor
- Berești

### Comunas
- Bălăbănești
- Bălășești
- Băleni
- Băneasa
- Barcea
- Berești-Meria
- Brăhășești
- Braniștea
- Buciumeni
- Cavadinești
- Cerțești
- Corni
- Corod
- Cosmești
- Costache Negri
- Cuca
- Cudalbi
- Cuza Vodă
- Drăgănești
- Drăgușeni
- Fârțănești
- Foltești
- Frumușița
- Fundeni
- Ghidigeni
- Gohor
- Grivița
- Independența
- Ivești
- Jorăști
- Liești
- Măstăcani
- Matca
- Movileni
- Munteni
- Nămoloasa
- Negrilești
- Nicorești
- Oancea
- Pechea
- Piscu
- Poiana
- Priponești
- Rădești
- Rediu
- Scânteiești
- Schela
- Șendreni
- Slobozia Conachi
- Smârdan
- Smulți
- Suceveni
- Suhurlui
- Țepu
- Tudor Vladimirescu
- Tulucești
- Umbrărești
- Valea Mărului
- Vânători
- Vârlezi
- Vlădești